# Олари (Горж)
Олари (рум. Olari) насеље је у Румунији у округу Горж у општини Плопшору. Oпштина се налази на надморској висини од 157 m.

## Становништво
Према подацима из 2002. године у насељу је живело 931 становника, од којих су сви румунске националности.